# Dimetilsulfureto
O dimetilsulfureto (DMS) ou metiltiometano é um composto organossulfuroso com fórmula (CH3)2S. O dimetilsulfureto é um líquido inflamável e solúvel em água que evapora a 37 °C e possui um odor desagradável característico. É um componente do cheiro produzido pelo cozinhar do milho, couve e beterraba. É também um indicador de infecção bacteriana na produção de malte e elaboração de cerveja. 